# Polska Cerekiew (gmina)
Pour la localité, voir Polska Cerekiew.
Polska Cerekiew est une gmina rurale du powiat de Kędzierzyn-Koźle, Opole, dans le sud-ouest de la Pologne. Son siège est le village de Polska Cerekiew, qui se situe environ 15 km au sud de Kędzierzyn-Koźle et 51 km au sud de la capitale régionale Opole.
La gmina couvre une superficie de 60,85 km2 pour une population de 4 656 habitants.

## Géographie
La gmina inclut les villages de Polska Cerekiew, Ciężkowice, Dzielawy, Grzędzin, Jaborowice, Koza, Łaniec, Ligota Mała, Mierzęcin, Połowa, Witosławice, Wronin et, Zakrzów
La gmina borde les gminy de Baborów et Rudnik.